# Belron
 (janvier 2021).
Si vous disposez d'ouvrages ou d'articles de référence ou si vous connaissez des sites web de qualité traitant du thème abordé ici, merci de compléter l'article en donnant les références utiles à sa vérifiabilité et en les liant à la section « Notes et références ».
Belron est un groupe d'origine sud-africaine spécialisé dans la réparation et le remplacement de vitrage automobile qui est présent, à travers diverses marques dont Carglass, Autoglass, Safelite AutoGlass ou O'Brien dans 33 pays à travers le monde et emploie plus de 25 000 personnes. 

## Historique
L'histoire de Belron remonte à la création de la Plate Glass Company en 1897 au Cap. Initialement spécialisée dans les miroirs et verres décoratifs, elle s'oriente vers la production de pare-brise pour voiture en 1927. Cotée sur la bourse de Johannesbourg en 1947, la société est rachetée par le groupe belge D'Ieteren en 1999, qui en détient 50,01 %.

## Marques et implantations
Belron est le leader mondial du marché de la réparation et du remplacement de vitrage automobile[réf. nécessaire] sous les marques suivantes : 
- Carglass : Autriche, Belgique, République tchèque, Danemark, Espagne, France, Finlande, Allemagne, Grèce, Hongrie, Italie, Luxembourg, Monténégro, Pays-Bas, Portugal, Roumanie, Serbie, Slovénie, Suède, Suisse, Turquie, Brésil, Maroc ;
- Autoglass : Irlande, Royaume-Uni, Pologne ;
- Safelite : États-Unis ;
- Lebeau Vitres d'autos/Duro Vitres d'autos / Speedy Glass : Québec / Canada ;
- O'Brien : Australie;
- Smith & Smith : Nouvelle-Zélande.
- Vanfax : Centre de distribution : Canada